# Richard Fork
Pour les articles homonymes, voir Fork.
Richard Lynn Fork (Dick) (1er septembre 1935 - 16 mai 2018) , était un physicien américain.
Il a obtenu un baccalauréat en mathématiques et en physique du Collège Principia en 1957  et a obtenu son doctorat en physique du Massachusetts Institute of Technology en 1963. Il a commencé à travailler pour Bell Laboratories en 1962 et a rejoint la faculté de Rensselaer Institute of Technology en 1990. Quatre ans plus tard, Fork a quitté Rensselaer pour l'Université de l'Alabama à Huntsville. Au cours de sa carrière, il a obtenu la bourse de l'American Physical Society et de l'Optical Society of America. Il a pris sa retraite en 2017 et est décédé le 16 mai 2018 d' un arrêt respiratoire à Huntsville dans l'Alabama,.

## Réalisations
Richard Fork a été très actif dans le domaine de la génération d'impulsions lumineuses avec des lasers.
- Dès 1964, il a montré que le verrouillage des modes d'un laser hélium-néon pouvait produire des impulsions picosecondes[5].
- Au début des années 80, il a fortement contribué au développement des lasers femtosecondes[6].
- Dans une deuxième partie de sa carrière, il a concentré son intérêt sur l'utilisation potentielle de lasers pour protéger la Terre des impacts d'astéroïdes[7].